# Claspettomyia quadriclaspettii
Claspettomyia quadriclaspettii är en tvåvingeart som beskrevs av Jaiswal 1991. Claspettomyia quadriclaspettii ingår i släktet Claspettomyia och familjen gallmyggor.
Artens utbredningsområde är Uttar Pradesh (Indien). Inga underarter finns listade i Catalogue of Life.